# Terra Incognita (álbum de Gojira)
Terra Incognita es el primer álbum de estudio de la banda de death metal francesa Gojira, lanzado en el año 2001 por el sello discográfico Gabriel Editions. 
Según un texto en el interior del álbum, el título (en latín Tierra desconocida) se refiere al área dentro de cada hombre, donde, según la leyenda hindú, Brahma ocultó la divinidad que había tomado de la humanidad para el castigo de la misma. 

## Concepto del álbum
Terra Incognita es un álbum conceptual que trata acerca de la introspección y de las relaciones entre la naturaleza y el mundo. 
La expresión Terra Incognita se refiería en la antigüedad a territorios inexplorados; pero en el contexto de este álbum, designa que en el interior del hombre existe un lugar inexplorado.

## Escritura y composición
"Por aquel entonces, escuchábamos Sepultura, Morbid Angel y Death, sobre todo, pero también estábamos abiertos a otros estilos. Recuerdo haber escuchado mucho a Mike Oldfield cuando escribíamos las canciones. Nos llevó unos tres años escribir este álbum, desde que empezamos a tocar juntos hasta que decidimos grabar un álbum. Nuestras letras eran realmente diferentes: muchas de las canciones trataban sobre el amor y la confianza y sobre cómo ser una mejor persona. Así que definitivamente no éramos malvados, pero nuestras principales influencias musicalmente eran bandas malvadas. Es una mezcla interesante. Escuchar este álbum ahora es raro, pero como lo remasterizamos y relanzamos recientemente, tuve que escucharlo para asegurarme de que no hubiera errores y cosas así, y realmente lo disfruté, aunque casi temía escucharlo. Estaba pensando: 'Éramos tan jóvenes, y no estábamos comprimidos y el sonido de la guitarra es horrible y hay demasiados graves, 'y esto y aquello. Me encanta el sonido de la caja en este álbum. La batería suena muy, muy bien. Los micrófonos de techo están un poco saturados, un poco comprimidos, pero dan una sensación muy agradable. En cuanto al sonido, creo que la batería es lo mejor de este álbum", declaró Joe.
"5988 Trillions de Tonnes", usa un xilófono de bambú. "Deliverance", se refiere a Moksha (liberación), el final de los ciclos de reencarnación en la tradición budista. "In the Forest", describe momentos de meditación.
"Clone", "Lizard Skin" y "Deliverance", emplean como elemento de percusión una gran barra de metal llamada 'Babar'. Mario y Joe la encontraron en 1996, en Labenne, Francia, cuando la banda buscaba constantemente nuevas experiencias sonoras. También se utilizó en "The Art of Dying" del álbum The Way of All Flesh.

## Diseño gráfico
"La portada es una foto que hizo mi hermana Gabrielle. Recuerdo haber sostenido una luz vieja para eso. Tuve una visión para esa portada y tenía algunos bocetos en marcha, pero queríamos que nuestra hermana hiciera la foto. Es nuestro guitarrista Christian quien está en la foto. Está en el medio en una pose muy budista y su cuerpo está muy simétrico debajo de nuestro logo en la parte superior", comentó Joe.

## Vídeo musical
La mayoría de los vídeos de Gojira son oscuros y siniestros. No rompen esta tendencia con su vídeo para la canción "Love". Es enteramente en blanco y negro, muy granulado y con cinematografía muy inestable. También emplea técnicas de tiempo transcurrido con muchas capturas de una persona o un objeto estático, donde sólo se muestran las nubes y sombras que se mueven rápidamente en el fondo. Además utiliza perspectivas cercanas de la cara del cantante que corre durante el vídeo. Las técnicas de tiempo transcurrido crean un efecto de luz estroboscópica en su rostro y parece que cambie sus expresiones ridículamente rápido. El vídeo también está marcado por los cambios de escena frenéticos. Al principio, las escenas individuales duran más, pero según avanza el vídeo las escenas cambian frenéticamente. En los últimos treinta segundos del vídeo, se ve una veintena de cambios de ubicación. El tema oscuro y morboso de este vídeo refleja el contenido de la canción y el estilo de Gojira. Fue dirigido por Alain Duplantier.

## Recepción de la crítica
El título de este álbum no es del todo exacto, ya que Gojira no está explorando un territorio totalmente desconocido. Si te gusta Tool o Meshuggah, estos franceses te harán muy feliz. También le deben algo al death metal y al sonido del groove metal de bandas como Pantera y Lamb of God, pero tienen una nitidez y una claridad impresionante en sus riffs crujientes que les es propio. El sonido de este álbum es fenomenal, sobre todo si se tiene en cuenta que es su debut, grabado en 2000 cuando nadie tenía ni idea de quiénes eran. Hay algunas pistas innecesarias y momentos torpes, como el interludio de solo de bajo "04" y las secciones casi rapeadas de "Satan is a Lawyer", pero cuando la banda se mete en el crujiente ultra pesado y rítmicamente preciso que es su marca registrada (bueno, eso y las estridentes guitarras de tono alto de Dimebag Darrell que también hacen numerosas apariciones aquí), muestran exactamente hacia dónde se dirigen, incluso si no se han encogido de hombros ante la influencia del death metal directo tanto como lo harán en la continuación, The Link.

## Reediciones
En 2003 el álbum fue reeditado por la discográfica Boycott Records, incluyendo el videoclip de la canción «Love».
En 2009, el álbum fue lanzado nuevamente por Listenable Records en una edición limitada en formato de descarga digital incluyendo 3 canciones extra grabadas en directo ("Clone", "Love" y "Space Time").
En marzo de 2016, Terra Incognita, cumplió 15 años y para celebrarlo relanzaron una edición especial. El álbum fue remasterizado para la ocasión e incluyó tres pistas extra en directo. Hubo una variedad de vinilos disponibles en distintos colores, así como diferentes cajas.
Vinilos:
- Doble vinilo naranja de 180 gramos limitado a 400 copias
- Doble vinilo blanco de 180 gramos limitado a 600 copias
- Doble vinilo negro de 180 gramos

Caja (primeras 500 copias):
- Álbum de edición limitada con 3 canciones extra en directo
- Versión en cassette exclusiva del álbum con 3 canciones extra en directo
- Bandera exclusiva de 70 x 100 cm de la portada del álbum
- Pase laminado exclusivo

CD:
- Edición limitada con 3 canciones extra en directo[10]

## Lista de canciones

### Lista de canciones
| N.º | Título                        | Duración |  |
| 1.  | «Clone»                       | 5:00     |  |
| 2.  | «Lizard Skin»                 | 4:32     |  |
| 3.  | «Satan is a Lawyer»           | 4:25     |  |
| 4.  | «04»                          | 2:11     |  |
| 5.  | «Blow Me Away You(niverse)»   | 5:12     |  |
| 6.  | «5988 Trillions de Tonnes»    | 1:20     |  |
| 7.  | «Deliverance»                 | 4:56     |  |
| 8.  | «Space Time»                  | 5:23     |  |
| 9.  | «On the B.O.T.A»              | 2:49     |  |
| 10. | «Rise»                        | 5:12     |  |
| 11. | «Fire Is Everything»          | 4:59     |  |
| 12. | «Love»                        | 4:22     |  |
| 13. | «1990 Quatrillions de Tonnes» | 4:17     |  |
| 14. | «In the Forest»               | 12:11    |  |

La última canción del álbum, contiene una canción instrumental oculta. La pieza principal de la pista termina en el 5:30 y la canción oculta comienza en el 9:05 de la canción teniendo un tiempo de silencio de 4:15. La canción contiene capas complejas de sonidos de guitarra con diferentes ambientes, ecos y vibraciones. Esta canción finaliza en el 12:11 y cierra el álbum.

## Pistas adicionales
| N.º | Título              | Duración |  |
| 15. | «Clone (Live)»      | 4:46     |  |
| 16. | «Love (Live)»       | 4:15     |  |
| 17. | «Space Time (Live)» | 5:22     |  |

Grabadas en Antwerpen el 11 de febrero de 2006

## Personal
- Joe Duplantier – voz, guitarra
- Christian Andreu – guitarra
- Jean-Michel Labadie – bajo
- Mario Duplantier – batería